# پانکتال
پانکتال (به آلمانی: Panketal) یک شهر در آلمان است که در بارنیم واقع شده‌است. پانکتال ۱۹٬۱۴۳ نفر جمعیت دارد.

## خواهرخوانده
شهر ارفتشتات خواهرخواندهٔ پانکتال هست.